# 大垅乡 (湖口县)
大垅乡，是中华人民共和国江西省九江市湖口县下辖的一个乡镇级行政单位。

## 行政区划
大垅乡下辖以下地区：
大垅村、王斯村、花尖村、芦岭村、管垅村、牌骆村、马步村、阳垅村和联丰茶场生活区。